# Zielony Stawek
Zielony Stawek, Zielony Stawek Zuberski, dawniej zwany także Żabim Stawkiem lub Studnicą (słow. Zelené pliesko, Žabie pliesko) – niewielkie jeziorko w Dolinie Rohackiej w słowackich Tatrach Zachodnich. Położone jest na wysokości ok. 1472 m n.p.m. w Dolinie Spalonej (odgałęzienie Doliny Rohackiej) w zagłębieniu wypełnionym głazami. Również brzeg otacza zwałowisko dużych głazów. Jeziorko ma intensywnie zieloną barwę pochodzącą od zielenic. Woda w nim jest wyjątkowo zimna (jak w studni i stąd pochodzi dawna nazwa Studnica). Prawdopodobnie tego właśnie jeziorka dotyczyła nazwa Zeleny Stawek w starym dokumencie z 1615 r.
Z jeziorka bierze swój początek bardzo bystry Spalony Potok (Spadowy Potok) – dopływ Rohackiego Potoku. Obok stawku, po dużych głazach, wąskim przesmykiem pomiędzy stawkiem a zaroślami, prowadzi szlak turystyczny. Po przeciwnej stronie stawku między dużymi głazami bardzo bujne kępy wierzby alpejskiej.

## Szlaki turystyczne
– od rozdroża na Adamculi przy szosie w Dolinie Rohackiej, obok Rohackich Wodospadów i Zielonego Stawku do Rohackich Stawów.
- Czas przejścia z Adamculi do wodospadów: 30 min, ↓ 25 min
- Czas przejścia od wodospadów nad Zielony Stawek: 40 min, ↓ 25 min
- Czas przejścia znad Zielonego Stawku nad Wyżni Staw Rohacki: 20 min, z powrotem tyle samo

  – z Adamculi razem z niebieskim aż do Zielonego Stawku biegnie żółty szlak, który potem kieruje się na Banikowską Przełęcz.
- Czas przejścia z Adamculi do wodospadów: 30 min, ↓ 25 min
- Czas przejścia od wodospadów nad Zielony Stawek: 40 min, ↓ 25 min
- Czas przejścia znad stawku na przełęcz: 1:55 h, 1:25 h